# Fichardstraße
Die Fichardstraße ist eine Wohnstraße im Frankfurter Stadtteil Nordend.

## Namensgebung
Die Fichardstraße wurde nach dem Frankfurter Juristen Johann Fichard (* 1512; † 1581), einem führenden deutschen Juristen des 16. Jahrhunderts, benannt, dessen Arbeit nicht nur das Frankfurter Stadtrecht für Jahrhunderte, sondern auch das deutsche Zivil-, Straf- und Prozessrecht zum Teil bis zum Ende des 19. Jahrhunderts geprägt hat.

## Lage
Die Fichardstraße verläuft zwischen dem Oeder Weg im Osten und der Eschersheimer Landstraße im Westen. Sie liegt in einer Tempo-30-Zone und ist als Einbahnstraße in Ost-West-Richtung ausgewiesen, für den Radverkehr ist sie in beide Fahrtrichtungen freigegeben. Als Teil einer Bewohnerparkzone darf der Parkraum zur Hauptverkehrszeit nur von Anwohnern genutzt werden.

## Geschichte
Die Straße wurde 1865 zwischen den bereits bestehenden Straßen Baustraße und Finkenhofstraße angelegt und gehört damit zu den ältesten Straßen im Frankfurter Nordend. Die Bebauung wechselt zwischen erhaltenen Häusern des Klassizismus, der Neorenaissance und des Jugendstils, von denen insbesondere die Hausnummern 34 bis 50 komplette als Baudenkmäler ausgewiesen sind. Einige Baulücken wurden mit Bauten der 1950er- und 1960er-Jahre gefüllt. Nur wenige kleine Unternehmen sind in der Fichardstraße angesiedelt.
Bereits 1886 war eine Straßenbahntrasse durch die Fichardstraße geplant, um den neu entstandenen Frankfurter Nordwest-Stadtteil zwischen Reuterweg, Eschersheimer Landstraße und Oeder Weg besser zu erschließen. Die Linie sollte vom Opernplatz durch Leerbachstraße, Grüneburgweg, Fichardstraße und Bornwiesenweg führen und am Adlerflychtplatz Anschluss an die bestehende Straßenbahn der Frankfurter Trambahn-Gesellschaft erhalten. Die Planung zog sich jedoch hin, da die Stadtverordnetenversammlung eine alternative Linienführung über Hochstraße, Eschersheimer Landstraße und Querstraße befürwortete.
Die Planung hätte auch eine Verbreiterung der Straße zur Folge gehabt. Die Anwohner protestierten aber gegen die dadurch nötige Enteignung ihrer Vorgärten und stellten übertriebene Entschädigungsforderungen, woraufhin das Projekt 1901 endgültig aufgegeben wurde. In der Zwischenzeit war 1889 auf der Eschersheimer Landstraße eine Dampfstraßenbahn der Frankfurter Lokalbahn eröffnet worden, die 1901 an die Stadt verkauft und bis 1909 schrittweise auf elektrischen Betrieb umgestellt wurde, so dass die Fichardstraße an beiden Enden vom öffentlichen Nahverkehr berührt wurde.
Im März 1944 wurde das Wohngebiet im südwestlichen Nordend bei den Luftangriffen auf Frankfurt am Main schwer getroffen. Bereits vor Kriegsende 1945 entstanden Pläne für eine Verbreiterung der Fichardstraße, um einen Straßendurchbruch für einen „Inneren Ring“ zu schaffen, der etwa entlang des Grüneburgwegs, der Fichardstraße und der Hermannstraße verlaufen sollte. Die Pläne wurden am 29. Mai 1947 von Stadtbaudirektor Werner Hebebrand in einer Magistratssitzung zum Thema „Gegenwärtiger Stand der Stadtplanung“ in groben Zügen vorgestellt, aber umgehend wieder verworfen. Eine so weitgehende Umgestaltung der Hauptverkehrszüge ohne Rücksicht auf gewachsene Stadtviertel war den kurzfristigen Anforderungen der zerstörten Stadt nicht angemessen. In der gleichen Sitzung wurde auch beschlossen, dass eine umfassende Wiederherstellung der weitgehend zerstörten Innenstadt nicht infrage komme. Der Wiederaufbau solle sich auf wenige markante Denkmäler beschränken, nämlich Römer, Dom, Karmeliterkloster, Dominikanerkloster, Paulskirche und die Mainfront.

## Einzelgebäude
Ein markantes Gebäude ist die spätklassizistische Villa in der Fichardstraße 46 mit ihrer zurückliegenden Freitreppe und dem asymmetrischen Balkonrisalit. Sie wird seit 1899 von der evangelischen Kirche als Pfarrhaus genutzt.
1905 bis 1933 hatte hier Pfarrer Wilhelm Veit (1872–1940) seine Dienstwohnung. Er war Pfarrer an der Katharinenkirche und einer der herausragenden Vertreter der liberalen Theologie in Frankfurt, der mit seinen dogmenkritischen Predigten zu Themen wie „Ist Religion etwas Krankhaftes?“ ein großes Publikum, vor allem im städtischen Bürgertum, ansprach. Viele seiner Predigten, aber auch theologische Betrachtungen, veröffentlichte er unter dem Titel Briefe aus der Fichardstraße. Veit und sein seit 1924 amtierender Amtsbruder August Wilhelm Fresenius entstammten dem deutschnationalen Milieu und standen dem aufkommenden Nationalsozialismus sowie der Bewegung der Deutschen Christen kritisch gegenüber. Nach der nationalsozialistischen Machtübernahme schloss sich Fresenius dem Landesbruderrat der Bekennenden Kirche Nassau-Hessen an. Er war neben Pfarrer Karl Veidt einer der profiliertesten Gegner der Deutschen Christen im Frankfurter Kirchenkampf.
Im März 1944 wurde das Pfarrhaus durch Fliegerbomben schwer beschädigt und die Katharinenkirche zerstört. Trotzdem wurde das Pfarrhaus nach Kriegsende zum Gemeindezentrum, da das unbeschädigte zweite Gemeindehaus in der Myliusstraße von der amerikanischen Besatzungstruppe beschlagnahmt und einem militärischen Sperrbezirk um das I.G.-Farben-Haus zugeschlagen worden war. Bis zum Wiederaufbau der Katharinenkirche fanden in der Fichardstraße 46 die Gemeindegottesdienste statt. Von 1950 bis 1953 wirkte hier neben Fresenius auch Katharina Staritz, die als erste Frau in der Evangelischen Kirche in Hessen und Nassau zur Pfarrerin ordiniert worden war.
Seit dem Wiederaufbau der Katharinenkirche und eines Gemeindezentrums in der Leerbachstraße 1954 wird das Pfarrhaus in der Fichardstraße 46 von der evangelischen Petersgemeinde genutzt, außerdem befindet sich hier der Infoladen des ADFC.

## Trivia
Das Haus Nr. 55 diente 1980 als Drehort für den ZDF-Film Die längste Sekunde mit Armin Mueller-Stahl. Höhepunkt der Dreharbeiten war die Sprengung eines Mercedes in einer Parkbucht gegenüber, die mehrfach wiederholt werden musste. Zudem wurden in Anwesen der Fichardstraße und im sie kreuzenden Bornwiesenweg Szenen der vom HR produzierten Folgen des Tatort gedreht, so etwa in der Folge 467 „Unschuldig“ von 2001, die allerdings nicht vollständig in die endgültige Fassung der Sendung übernommen wurden.